# Алтенмединген
Алтенмединген (њем. Altenmedingen) општина је у њемачкој савезној држави Доња Саксонија. Једно је од 29 општинских средишта округа Илцен. Према процјени из 2010. у општини је живјело 1.594 становника. Посједује регионалну шифру (AGS) 3360001.

## Географија
Алтенмединген се налази у савезној држави Доња Саксонија у округу Илцен. Општина се налази на надморској висини од 54 метра. Површина општине износи 48,1 km².

## Становништво
У самом мјесту је, према процјени из 2010. године, живјело 1.594 становника. Просјечна густина становништва износи 33 становника/km².